# Аделаида Шаумбург-Липпская
Фридерика Аделаида Мария Луиза Хильда Евгения Шаумбург-Липпская (нем. Friederike Adelheid Marie Luise Hilda Eugenie zu Schaumburg-Lippe; 22 сентября 1875, Богемия — 27 января 1971, Балленштедт) — принцесса Шаумбург-Липпская, последняя герцогиня Саксен-Альтенбургская.

## Биография
Аделаида — дочь принца Вильгельма Шаумбург-Липпского и его супруги Батильды Ангальт-Дессауской. По отцу она приходилась внучкой принцу Георгу Вильгельму Шаумбург-Липпскому и Иде Вальдек-Пирмонтской, по матери — Фридриху Августу Ангальт-Дессаускому и Марии Луизе Шарлотте Гессен-Кассельской. Одной из сестёр Аделаиды была Шарлотта, последняя королева Вюртемберга.
17 февраля 1898 года принцесса сочеталась браком с наследным принцем Эрнстом Саксен-Альтенбургским, который стал в 1908 году великим герцогом Саксен-Альтенбургским Эрнстом II. Но в 1918 году в результате Ноябрьской революции её супруг потерял власть и отрёкся от престола. В браке родилось четверо детей:
- Шарлотта (1899—1989) — супруга принца Сигизмунда Прусского.
- Георг Мориц (1900—1991) — наследный принц Саксен-Альтенбургский
- Елизавета (1903—1991)
- Фридрих (1905—1985)

Супруги развелись 17 января 1920 года. Эрнст II женился во второй раз на оперной певице, Аделаида в брак больше не вступала.

## Титулы
- 22 сентября 1875 — 17 февраля 1898: Её Светлость Принцесса Шаумбург-Липпская
- 17 февраля 1898 — 7 февраля 1908: Её Светлость Принцесса Саксен-Альтенбургская
- 7 февраля 1908 — 17 января 1920: Её Светлость Герцогиня Саксен-Альтенбургская
- 17 января 1920 — 27 января 1971: Её Светлость Принцесса Шаумбург-Липпская